# Ousmane Camara (cestista)
Ousmane Camara (Mont-Saint-Aignan, 12 maggio 1989) è un cestista francese.

## Palmarès
- Campionato francese: 1

Limoges CSP: 2014-15
- Leaders Cup: 1

Gravelines: 2013

### Individuale
- LNB Pro A MVP finali: 1

Limoges CSP: 2014-15